# Antonio de Ciudad Real
Antonio de Ciudad Real fue un fraile franciscano, nacido en 1551, en Castilla La Nueva, España. A la edad de 15 años, ingresó en el convento de San Francisco, en Toledo, España. En 1573, acompañó a Fray Diego de Landa, en su segunda llegada a Yucatán, en el Virreinato de Nueva España. Entre 1584 y 1589, acompañó a Fray Alonso Ponce, Comisario General de la Orden de San Francisco, en su recorrido desde México hacia Nicaragua, visitando los conventos franciscanos de la Nueva España. Testimonio de ese largo viaje, es su obra "Tratado curioso y docto de las grandezas de la Nueva España: Relación breve y verdadera de algunas cosas de las muchas que sucedieron al Padre Fray Alonso Ponce en las provincias de Nueva España". En 1603 fue elegido provincial de su orden franciscana. Falleció el 5 de julio de 1617, en Mérida, Yucatán, Nueva España.